# معراة الشلف
معراة الشلف قرية سورية تتبع ناحية قورقينا في منطقة حارم في محافظة إدلب. بلغ عدد سكانها 1,600 نسمة في عام 2004 حسب إحصاء المكتب المركزي للإحصاء.
تقع قرية «معراته الشلف» وسط منطقة فاصلة بين جبل «الأعلى» وجبل «باريشا»، لتطل على سهل معراته أو «الشلف» الذي يبلغ طوله حوالي ثمانية كيلومترات وعرضه كيلومتر، فتبتعد شمال غرب مدينة إدلب بنحو أربعين كيلومتراً، وإلى الشرق من مدينة حارم بنحو ستة عشر كيلومتراً، وعلى مقربة من بلدة قورقانيا، ولربما أهم ما يميز «معراته» هو جمال الطبيعة المحيطة، إضافة لهدوء تلك القرية والتي تشكل صلة الوصل ما بين السهل والجبل.
ومعراته بلدة قديمة تعود بتاريخها للعهد الروماني، ويرجح أن يكون اسم «معراته الشلف» هو اسم آرامي أصله «معرت شلفا» وتعني «مغارة الشيخ»، ويذهب بعض الباحثين إلى أن تسميتها تعني «مغارة الشلف» لأن كلمة «معرته» تعني «مغارة» و«الشلف» هو اسم السهل المجاور لها وهو السهل المنبسط بين جبلين وذو عرض أكبر من أرض الوادي، وتغمر هذا الشلف مياه الأمطار في مواسم الخير التي تكون فيها الأمطار غزيرة حيث كانت المياه تنصرف من خلاله بفترة قصيرة في منطقة تسمى «البالع» أو «الفالق» نظراً لكونها تبتلع مياه الأمطار التي تتجمع في سهل «الشلف» لتذهب إلى جوف الأرض، ولكن ومنذ سنوات ونتيجة إغلاق هذا «البالع» بدأ السكان يعانون من غمر مياه الأمطار ومياه السيول التي تتجمع فيه من المنحدرات الجبلية لأراضي «الشلف» وخاصة في المواسم التي تكون فيها الأمطار غزيرة.
يوجد في القرية آثار عديدة عليها كتابات مؤرخة بالعام 336-337م وفيها بقايا بناء يقع وسط القرية يعود إلى القرن الخامس، كما أحصي فيها 55 قصراً قديماً، وأهم آثارها المدفن المربع المنحوت في الصخر والذي يضم قبرين متقابلين، والمدفن لا يزال بحالة سليمة محافظاً على شكله الخارجي، ويقع ضمن أحد الأبنية السكنية العائدة لأحد أبناء القرية، ومن آثارها أيضاً خزان الماء وأطواله 14*6م وبعمق 5 متر ويقع إلى الجنوب الغربي من القرية وإلى الجنوب الشرقي منه وفي منحدر الجبل يوجد مدفن و«ناووس» بحالة سليمة إضافة إلى جامعها العمري القديم الذي يعتقد أنه شيد مكان كنيسة القرية.